# Wolseley 40
Der Wolseley 40 war ein großer Pkw mit Vierzylindermotor, den Wolseley 1911 herausbrachte.
Er besaß einen Vierzylinder-Blockmotor mit 7096 cm³ Hubraum und seitlich stehenden Ventilen (sv).
Im Jahre 1912 entfiel das Modell ersatzlos.